# AlUla Tour
AlUla Tour (tidligere Saudi Tour) er et etapeløb i landevejscykling for mænd i Saudi-Arabien og blev kørt for første gang i 2020. Løbet er en del af UCI Asia Tour og er i kategorien 2.1.

## Vindere
| År         | Vinder          | Toer                  | Treer             |        |
| ---------- | --------------- | --------------------- | ----------------- | ------ |
| Saudi Tour |                 |                       |                   |        |
| 2020       | Phil Bauhaus    | Nacer Bouhanni        | Rui Costa         |        |
| 2021       | aflyst          | aflyst                | aflyst            | aflyst |
| 2022       | Maxim Van Gils  | Santiago Buitrago     | Rui Costa         |        |
| 2023       | Ruben Guerreiro | Davide Formolo        | Santiago Buitrago |        |
| AlUla Tour |                 |                       |                   |        |
| 2024       | Simon Yates     | William Junior Lecerf | Finn Fisher-Black |        |
| 2025       | Tom Pidcock     | Fredrik Dversnes      | Johannes Kulset   |        |